# Hayrullah Fişek
Hayrullah Fişek, né le 3 juin 1885 à Tetovo (Macédoine) et mort le 13 juillet 1975 à Ankara (Turquie), est un officier turc de l'Armée ottomane puis de l'Armée de la République de Turquie.

## Biographie
Il a étudié au collège militaire de Manastır (actuelle Bitola en Macédoine), au lycée militaire "Kuleli" d'Istanbul et à l'Académie militaire ottomane d'où il est sorti septième de sa promotion en 1907 avec le grade de capitaine d'état-major ("Mümtaz Yüzbaşı").
Il a combattu dans les Guerres des Balkans, la Première Guerre mondiale puis la guerre d'indépendance turque (1919-1923). Il a terminé sa carrière à sa retraite en 1945, après avoir exercé, avec le grade de Général de Division, les fonctions de Secrétaire d'Etat pour l'Armée de terre au Ministère de la Défense turque durant toute la Seconde Guerre mondiale. 

## Décorations
- Médaille de l'Indépendance (İstiklal Madalyası)[1].